# Yasutsune Uehara
Yasutsune Uehara (jap. 上原 康恒, Uehara Yasutsune; * 12. Oktober 1949 in Naha, Präfektur Okinawa, Japan) ist ein ehemaliger japanischer Boxer im Superfedergewicht und Linksausleger. 

## Karriere
Am 14. November gab er gegen den US-amerikaner Sam Fraticelli in Hawaii mit einem technischen K.-o.-Sieg in Runde 4 in einem auf 6 Runde angesetzten Kampf erfolgreich sein Profidebüt. Seinen zweiten Kampf, der ebenfalls auf 6 Runden angesetzt war, verlor er gegen den Philippinen Mar Yuzon einstimmig nach Punkten.
Am 2. August 1980 bezwang er den Puerto-Ricaner Samuel Serrano in einem auf 15 Runden angesetzten Kampf durch klassischen K. o. in Runde 6. Seine erste und gleichzeitig einzige Titelverteidigung fand im November desselben Jahres gegen den Venezolaner Leonel Hernandez statt. Am 9. April des darauffolgenden Jahres verlor er den Titel im Rückkampf gegen Serrano durch einstimmigen Beschluss. Nach dieser Pleite beendete er seine Karriere.